# My Way: The Best of Frank Sinatra
My Way: The Best of Frank Sinatra är en samlingsskiva med samlade spår inspelade och sjungna av Frank Sinatra mellan 1962 och 1986 och gavs ut 1997.

## Låtlista
1. "My Way" (Text: Paul Anka – musik: Claude François, Jacques Revaux)  – 4:36
  - Arrangerad av Don Costa
  - Inspelad 30 december 1968, Hollywood
2. "Strangers in the Night" (Text: Charles Singleton, Eddie Snyder – musik: Bert Kaempfert) – 2:36
  - Arrangerad av Ernie Freeman
  - Inspelad 11 april 1966, Hollywood
3. "Theme from New York, New York" (Text: Fred Ebb – musik: John Kander) – 3:26
  - Arrangerad av Don Costa
  - 19 september 1979, Los Angeles
4. "I Get a Kick Out of You" (Cole Porter) – 3:15
  - Arrangerad av Neal Hefti
  - Inspelad 10 april 1962, Hollywood
5. "Somethin' Stupid" (C. Carson Parks) – 2:39
  - Duett med Nancy Sinatra 
  - Arrangerad av Billy Strange
  - Inspelad 1 februari 1967, Hollywood
6. "Moon River" (Text: Johnny Mercer – musik: Henry Mancini) – 3:20
  - Arrangerad av Nelson Riddle
  - Inspelad 28 januari 1964, Los Angeles
7. "What Now My Love" (Text: Carl Sigman – musik: Gilbert Bécaud) – 2:30
  - Arrangerad av Ernie Freeman
  - Inspelad 17 november 1966, Hollywood
8. "Summer Wind" (Text: Johnny Mercer – musik: Heinz Meier) – 2:56
  - Arrangerad av Nelson Riddle
  - Inspelad 16 maj 1966, Hollywood
9. "For Once in My Life" (Ron Miller, Orlando Murden) – 2:51
  - Arrangerad av Don Costa
  - Inspelad 24 januari 1969, Hollywood
10. "Love and Marriage" (Text: Sammy Cahn – musik: Jimmy Van Heusen) – 1:29
  - Arrangerad av Nelson Riddle
  - Inspelad 21 oktober 1965, Hollywood
11. "They Can't Take That Away from Me" (Text: Ira Gershwin – musik: George Gershwin) – 2:42
  - Arrangerad av Neal Hefti
  - Inspelad 10 april 1962, Hollywood
12. "My Kind of Town" (Text: Sammy Cahn – musik: Jimmy Van Heusen) – 3:09
  - Arrangerad av Nelson Riddle
  - Inspelad 8 april 1964, Los Angeles
13. "Fly Me to the Moon" (Bart Howard) – 2:30
  - Arrangerad av Quincy Jones
  - Inspelad 9 juni 1964, Los Angeles
14. "I've Got You Under My Skin" (Cole Porter) – 3:33
  - Arrangerad av Nelson Riddle
  - Inspelad 30 april 1963, Los Angeles
15. "The Best is Yet to Come" (Text: Carolyn Leigh – musik: Cy Coleman) – 2:54
  - Count Basie and His Orchestra
  - Arrangerad av Quincy Jones
  - Inspelad 9 juni 1964, Los Angeles
16. "It Was a Very Good Year" (Ervin Drake) – 4:27
  - Arrangerad av Gordon Jenkins
  - 22 april 1965, Hollywood
17. "Come Fly With Me" (Text: Sammy Cahn – musik: Jimmy Van Heusen) – 3:12
  - Arrangerad av Billy May
  - Inspelad 11 oktober 1965, Hollywood
18. "That's Life" (Dean Kay Thompson, Kelly Gordon) – 3:07
  - Arrangerad av Ernie Freeman
  - Inspelad 18 oktober 1966, Hollywood
19. "The Girl from Ipanema" (Text: Norman Gimbel – musik: Antonio Carlos Jobim) – 3:14
  - Med Antonio Carlos Jobim
  - Arrangerad av Claus Ogerman
  - Inspelad 31 januari 1967, Hollywood
20. "The Lady is a Tramp" (Text: Lorenz Hart – musik: Richard Rodgers) – 2:45
  - Med Woody Herman och The Young Thundering Herd
  - Orkesterdirigent: Bill Miller
  - Arrangerad av Billy Byers
  - Inspelad live 13 oktober 1974, Madison Square Garden, New York City
21. "Bad, Bad Leroy Brown" (Jim Croce) – 2:51
  - Arrangerad av Don Costa
  - Inspelad 10 december 1973, Hollywood
22. "Mack the Knife" (Text: Marc Blitzstein – musik: Kurt Weill) – 4:53
  - Med Quincy Jones and Orchestra
  - Arrangerad av Frank Foster
  - Inspelad 30 oktober 1986, Los Angeles
23. "Love's Been Good to Me" (Ron McKuen) – 3:24
  - Arrangerad av Don Costa
  - Inspelad 20 mars 1969, Hollywood
24. "L.A. is My Lady" (Alan Bergman, Marilyn Bergman, Quincy Jones, Peggy Lipton Jones) – 3:14
  - Med Quincy Jones and Orchestra
  - Arrangerad av Dave Matthews, Quincy Jones, Jerry Hey, Torrie Zito
  - Inspelad 13 april 1984, New York